# آزمایش کازونی
آزمایش کازونی (انگلیسی: Casoni test) یک آزمایش پوستی برای تشخیص کیست هیداتید است.
این آزمایش شامل تزریق داخل جلدی ۰٫۲۵ میلی لیتر مایع استریل‌شده از کیست هیداتید/کیست انسانی روی یک ساعد است که با فیلتر «سیتز» استرلیزه‌شده و حجم مساوی از سالین در ساعد دیگر تزریق می‌شود. مشاهده و بررسی محل تزریق ۳۰ دقیقه بعد و همچنین پس از ۱ تا ۲ روز انجام می‌گردد. اگر پس از ۱۰ دقیقه از انجام تزریق، در آن محل کهیر یا برجستگی پوستی ایجاد شود، تست مثبت قلمداد می‌شود. واکنش تأخیری معمولاً ۱۸ تا ۲۴ ساعت بعد روی می‌دهد. این آزمایش در ۹۰٪ مبتلایان به کیست هیداتید کبدی مثبت است، اما در درگیری سایر نقاط بدن تنها ۵۰٪ موارد مثبت می‌شود. باید تجهیزات و داروهای درمان آنافیلاکسی پیش از انجام این آزمایش در محل آماده باشد. امروزه بیشتر از آزمایش‌های سرم‌شناسی برای تشخیص این بیماری استفاده می‌شود. آزمایش کازونی نخستین بار توسط تومازو کازونی در سال ۱۹۱۲ تشریح شد.